# Buis-les-Baronnies
Buis-les-Baronnies is een gemeente in het Franse departement Drôme (regio Auvergne-Rhône-Alpes). De plaats maakt deel uit van het arrondissement Nyons. Buis-les-Baronnies telde op 1 januari 2022 2.226 inwoners.

## Geografie
De oppervlakte van Buis-les-Baronnies bedraagt 33,74 vierkante kilometer; de bevolkingsdichtheid is 69 inwoners per km² (per 1 januari 2019).

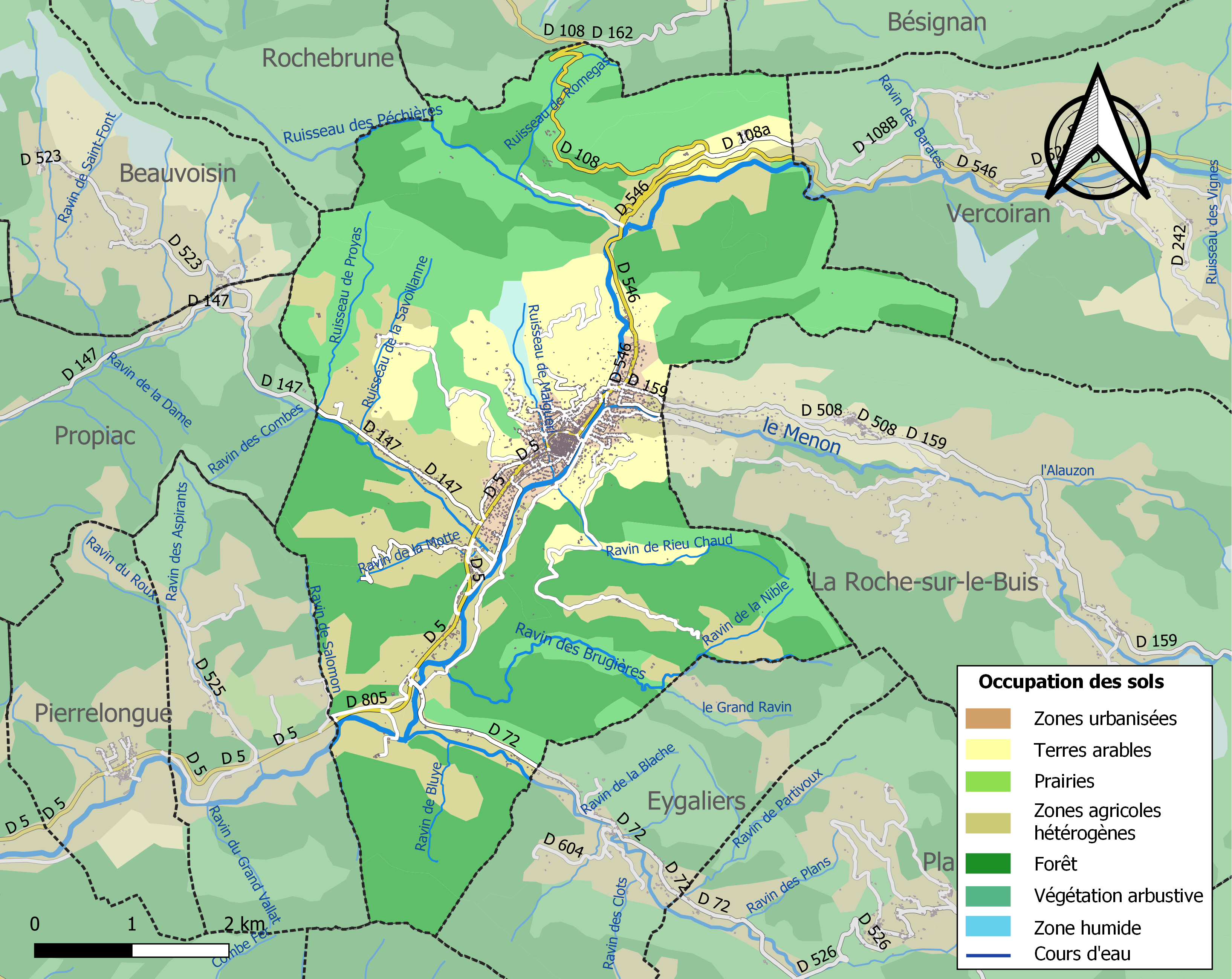
Kaart van de gemeente met belangrijkste infrastructuur, bodemgebruik en omliggende gemeenten

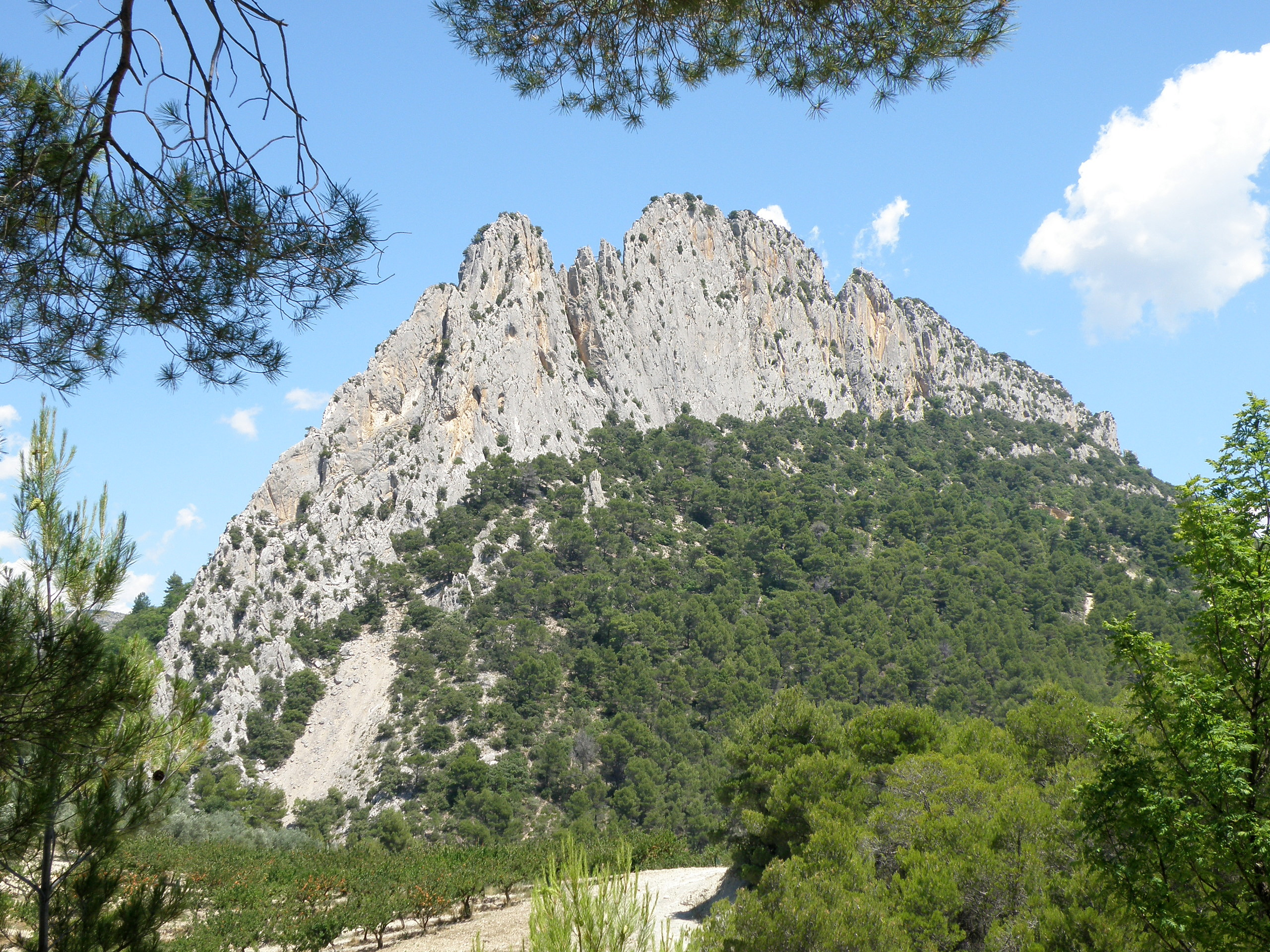
De rots Saint-Julien in Buis-les-Baronnies.

## Demografie
Onderstaande figuur toont het verloop van het inwonertal (bron: INSEE-tellingen).